# Heinrich Bachelin
Heinrich Bachelin (* 10. November 1900 in Konstanz; † 11. März 1989 in München) war ein deutscher Jurist.

## Leben
Bachelin studierte Rechtswissenschaften u. a. in Freiburg, wo er seit 1919 Mitglied der katholischen Studentenverbindung K.D.St.V. Hohenstaufen Freiburg im Breisgau war.
1963 wurde er zum Richter am Bundesfinanzhof in München ernannt. 1968 ging er in den Ruhestand. 

## Ehrungen und Auszeichnungen
- Großes Verdienstkreuz des Verdienstordens der Bundesrepublik Deutschland (1969)